# オズの魔法使い (1982年の映画)
『オズの魔法使い』(オズのまほうつかい英文タイトル：The Wizard of Oz) は、1982年に公開された日本のアニメ映画、監督：高山文彦。

## 概要
原作はライマン・フランク・ボームが1900年に発表した児童文学小説『オズの魔法使い』（The Wonderful Wizard of Oz）。東宝が制作に参加した初のアニメ映画。
声優の岡本茉利は、1974年の TBS の『オズの魔法使』の吹き替え版で、ジュディ・ガーランド演じるドロシー・ゲイルの声を演じていた。 脚本家の宮崎晃は、後に1986年のテレビアニメ『オズの魔法使い』にも携わった.。
劇場アニメとして制作されたものの、劇場公開計画が中止となったため、その後、1982年7月1日から映像ソフトで発売され、CSでも放送された。

## キャスト
- ドロシー：岡本茉利
- かかし：寿ひずる
- きこり：八奈見乗児
- ライオン：雨森雅司
- ヘンリーおじさん：竜田直樹
- エムおばさん：中西妙子
- 西の魔女：岸香織
- 北の魔女：麻生美代子
- 南の魔女：滝沢久美子
- オズ大王：熊倉一雄
- オズ大王の変身した美女：芹まちか
- トト：松原昇平
- 兵士：清川元夢
- 召使い：中西妙子
- サルのボス：山本敏之

## 制作スタッフ
- 脚本：宮崎晃
- 演出：高山文彦
- 絵コンテ：黒木健
- 作画監督：小林幸治
- 美術監督：小林七郎
- キャラクターデザイン：童科良
- メインタイトル：村上豊
- 原画：吉田正一、細谷澄、木村三郎
- 動画：斉藤久美子、石田邦俊、富田満、高橋生代
- 背景：小林プロダクション
- 仕上：ヤマトプロダクション
- 効果：船橋利一
- 録音：山田輝彦
- 編集：小川信夫
- タイトル：マキ・プロ
- 現像：東洋現像所
- 製作進行：木川康利、木田伴子
- 主題歌「だれかが私を待っている」
- 挿入歌「1+1は何？」
  - 作詞：山川啓介
  - 作曲：小田裕一郎
  - 編曲：久石譲
  - 唄：堀江美都子、こおろぎ'73、コロムビアレコード
- 音楽：久石譲
- 音響演出：河崎義祐
- 監修：山本暎一
- プロデューサー：坂野義光、上野捷己
- 製作協力：トップクラフト
- 制作：東宝映像株式会社、株式会社ウイズコオポレエション

## ビデオソフト
1980年代に東宝ビデオからVHSとベータのビデオソフトが発売された。ビデオはその後一切再発売されておらず、BD・DVD化も行われていない。